# Emilie von Soden
Emilie Anne Auguste Josephine Freifrau von Soden, geborene von Rom (* 8. November 1835 in Rottenburg am Neckar; † 30. September 1913 in Stuttgart) war eine deutsche Freifrau und markante Persönlichkeit im karitativen Leben der Stadt Stuttgart.

## Leben
Emilie von Rom wurde im November 1835 als älteste Tochter des Apothekers Ulrich Mathias Maurus von Rom (1804–1839) geboren, der seit 1829 in Rottenburg am Neckar die Spital-Apotheke betrieb. Ihre Mutter Albertine von Rom, geborene Steinhäuser, verkaufte nach dem unerwartet frühen Tod ihres Ehemannes die Apotheke und zog im August 1839 mit ihren drei kleinen Kindern nach Ehingen (Donau), wo ihr Vater Augustin Steinhäuser als Oberamtmann tätig war. Dort wuchs Emilie von Rom auf und kam aufgrund der Stellung und politischen Tätigkeit ihres Großvaters auch in Kontakt mit Politikern und anderen gesellschaftlich hochgestellten Persönlichkeiten. Am 26. Mai 1855 heiratete sie den neun Jahre älteren Königlich württembergischen Kammerherren, Wirklichen Geheimen Rat und späteren Präsidenten des Verwaltungsgerichtshofs in Stuttgart, Alfred Karl August Freiherr von Soden-Fraunhofen (1826–1894).
Das Ehepaar lebte in Stuttgart. Emilie von Soden engagierte sich ehrenamtlich in den Bereichen Bildung und Karitas, wie es der Tradition des katholischen Adelshauses von Soden entsprach. Zuvor bereits stellvertretende Vorsitzende, wurde sie 1868 wie schon zuvor ihre Schwiegermutter Helene von Soden (geb. von Drechsel, 1805–1865) Vorsitzende des karitativ tätigen „Vinzenz-Elisabethen-Vereins“. Dieses Amt hatte sie bis zu ihrem Tod im Jahr 1913 inne. Unter ihrer Leitung gründete der Verein eine „Mietzinssparkasse“, für die sich auch die wohltätig gesinnte Königin Olga einsetzte. Während des Krieges 1870/1871 richtete von Soden mit dem Verein eine Baracke zur Pflege von Verwundeten ein. Der Verein versorgte auch die Soldaten im Feld mit Gebetbüchern und Lektüre. 
Gleichzeitig leitete sie den Mädchenschutzverein in Stuttgart.
Im Jahr 1894 verlor sie ihren Ehemann. Sie starb 19 Jahre später im Herbst 1913 im Alter von 77 Jahren in Stuttgart und wurde dort begraben.

## Ehrungen
Im Jahr 1872 wurde ihr für ihren großen Einsatz bei der Pflege der verwundeten Soldaten der Olga-Orden verliehen.
Im März des Jahres 1900 wurde sie mit dem päpstlichen Ehrenkreuz Pro Ecclesia et Pontifice geehrt.

## Familie
Ihr 1856 geborener Sohn, der General Franz von Soden (1856–1945) war mit der Politikerin Amélie von Soden (1869–1953) verheiratet.
Ihr Urenkel Meinrad Freiherr von Ow vermachte dem Landesarchiv Baden-Württemberg große Teile des Familien-Nachlasses.